# Hønningstad C5 Polar
Hønningstad C5 Polar, även 
Widerøe C5 Polar, var ett norskkonstruerat passagerar- och ambulansflygplan.
Flygplanet konstruerades 1938 efter en idé från piloten Viggo Widerøe och ingenjören Birger Hønningstad som ville skapa ett ambulansflygplan lämpligt för de norska fjordarna och fjälltrakterna. Planet skulle kunna användas med hjul eller flottörer samt transportera två liggande patienter på bår alternativt fem sittande passagerare.
När tillverkningen hade inletts räknade man med att flygplanet skulle vara klart under sommaren 1940, men på grund av andra världskriget stoppades arbetet och det halvfärdiga flygplanet lagrades i en loge på Bogstad. Efter kriget återupptogs tillverkningen och i maj 
1948 var planet klart. Planerna på serietillverkning skrinlades när Norge fick Noorduyn Norseman flygplan från USA som vapenhjälp.
Flygbolaget Widerøe använde planet som ambulans- och taxiflyg i Nordnorge till 1958 och därefter flög det för Varangerfly.

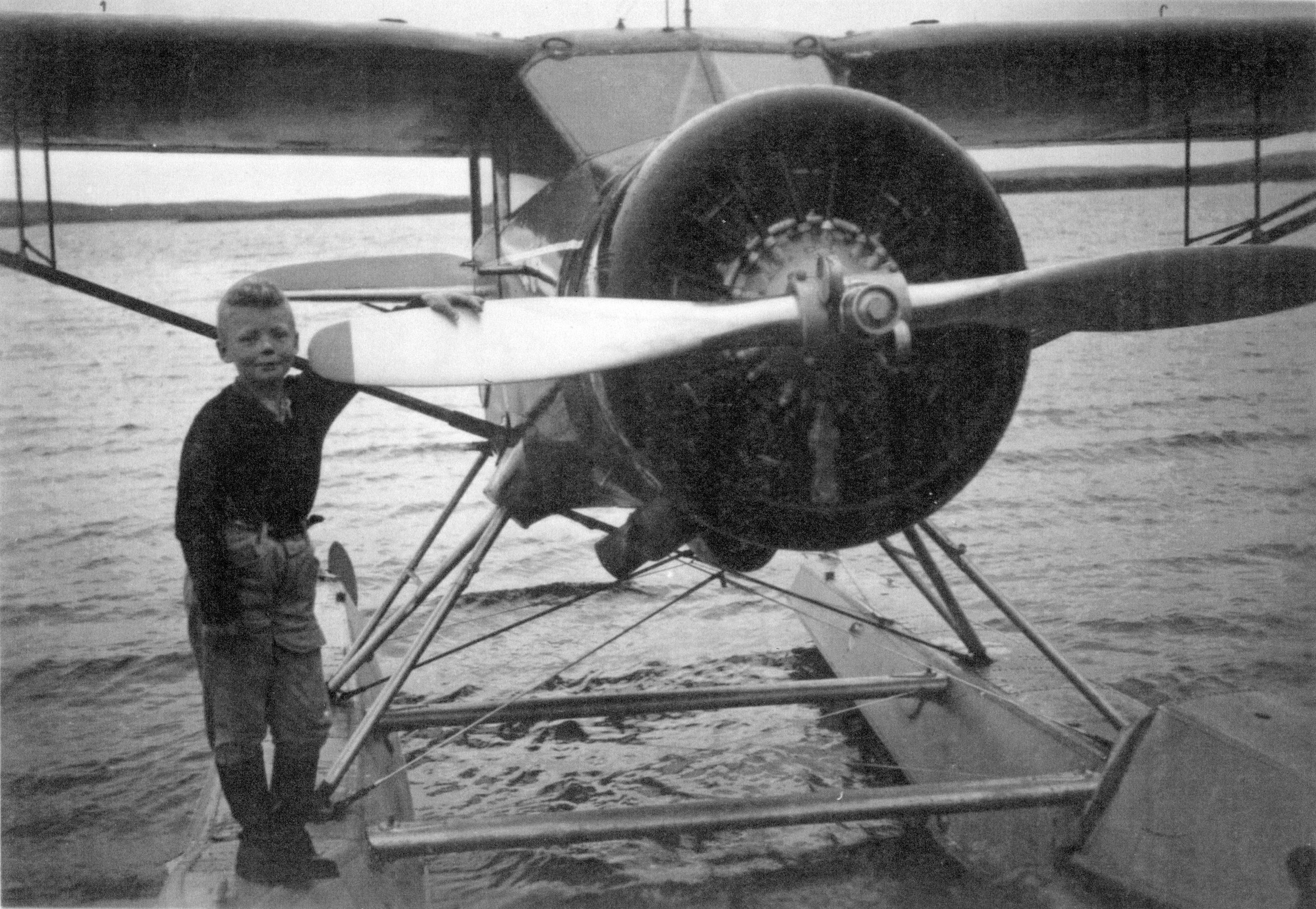
Hønningstad C5 Polar med flottörer.

Flygplanet var högvingat med vingstöttor från vingen till en avlastningspunkt strax bakom huvudstället. Landstället kunde skiftas mellan hjul, skidor och flottörer.
Flygplanet havererade i Bodø hamn 1971 och har efter restaureringen varit utställt på Norsk Luftfartsmuseum i Bodø.